# Watou's Wit
Watou's Wit is een Belgisch witbier van hoge gisting.
Het bier wordt sinds 1988 gebrouwen in Brouwerij Van Eecke te Watou.
Het is een blond troebel bier met een alcoholpercentage van 5%. (10,8°Plato)

## Prijzen
- Gouden medaille tijdens het Concour International of Montreal 1998
- Australian International Beer Award 2010